# Espíritu de 1914

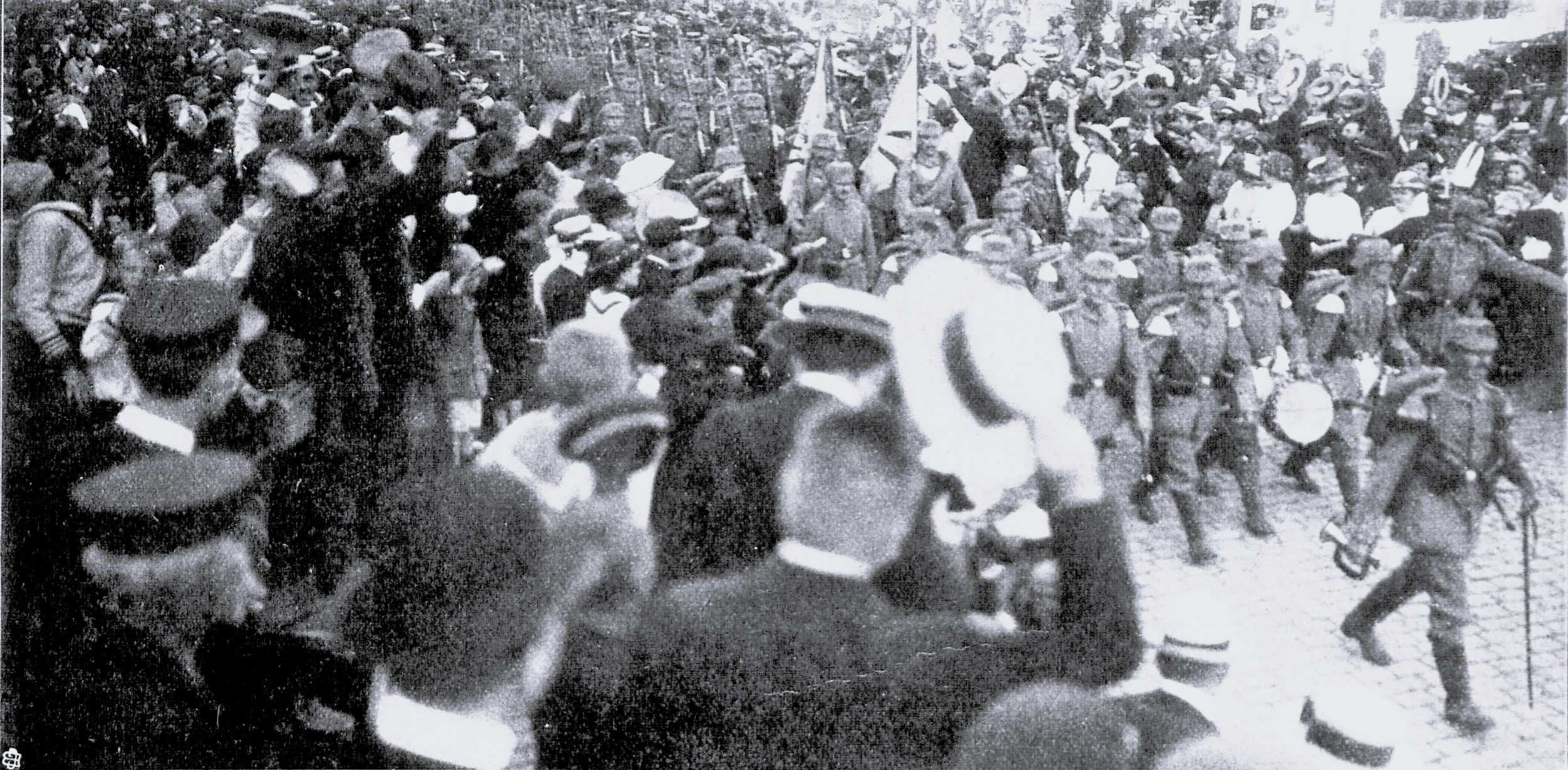
Regimiento alemán parte al frente en agosto de 1914 en la ciudad de Lübeck

El Espíritu de 1914 es el nombre que en escritos históricos de Europa se ha dado al "júbilo popular" ocurrido en varios países europeos al estallar la Primera Guerra Mundial en agosto de 1914 conforme cada país emitía su declaración de guerra, resultando una situación de euforia generalizada donde se mezclaba el patrioterismo y la xenofobia, junto con un sentimiento de "unidad nacional" casi completa frente a la amenaza de una gran guerra exterior que, supuestamente, sería "breve y sencilla".

## Respuesta al estallido de la guerra
Una expresión singular de este "Espíritu de 1914" ocurrió en el Imperio Alemán tras la movilización del ejército contra Rusia y la posterior declaración de guerra contra Francia el 3 de agosto de 1914. El día 4 de agosto se discutió en el Reichstag (parlamento alemán) el otorgamiento de créditos de guerra como método especial para el amplio y rápido financiamiento de las fuerzas armadas. Todos los partidos políticos representados en el Reichstag, conservadores, católicos, y liberales votaron a favor de estas medidas, incluyendo a los diputados del Partido Socialdemócrata de Alemania (SPD), quienes apoyaron la unión nacional frente a la guerra, a pesar de que su postura oficial previa era considerar a toda guerra como manifestación imperialista contraria a los intereses de los trabajadores. 
La unidad de todos los grupos políticos alemanes (y de la población en general) parecía indestructible en esos momentos, y en la posteridad quedó la imagen de una "nación unida" por el fervor patriótico contra la "amenaza eslava" encarnada por el Imperio Ruso y el "enemigo hereditario" personificado en Francia (remontando inclusive este antagonismo a las guerras napoleónicas. Este entusiasmo por la guerra entre las masas germanas parecía haber dejado atrás las amargas pugnas políticas del pasado, y notable fue la expresión popular atribuida en esas fechas al káiser Guillermo II: "Yo no veo partidos políticos, sólo veo alemanes".
El júbilo popular en Alemania fue compartido por grupos sociales como los judíos, los socialistas, y los católicos, quienes vieron en la movilización de guerra una oportunidad para acreditar de manera "indudable" su patriotismo aportando reclutas de entre sus filas y con ello superar la desconfianza que hacia ellos sentía la aristocracia prusiana. 
Similar situación se vivió en Francia, donde los sindicatos obreros apoyaron decididamente el esfuerzo de guerra, viendo en el conflicto una oportunidad de superar las luchas políticas internas de su país. Los créditos de guerra en Francia fueron apoyados también por todos los elementos políticos, de derecha e izquierda, y así la Tercera República Francesa financió el desarrollo del conflicto contando prácticamente con ninguna oposición pues al igual que en Alemania, el Partido Socialista Francés apoyó el esfuerzo bélico. La alianza con Rusia y el revanchismo francés contra Alemania (latente desde el fin de la guerra franco-prusiana por la pérdida de Alsacia y Lorena) influyeron decisivamente para que las masas francesas mostraran sincero júbilo ante la oportunidad de obtener la ansiada "revancha nacional" contra los alemanes postergada desde 1871. Asimismo, Francia vivía tras la Crisis de Agadir una época de resurgimiento nacionalista donde el patriotismo se equipara al antigermanismo, la cual se manifestó abiertamente tras la entrada en guerra contra el Imperio Alemán.
Rusia vivió situaciones parecidas, donde la declaración de guerra causó euforia en las masas y donde las manifestaciones patrióticas de las primeras semanas de la guerra hicieron olvidar las diferencias políticas. Inclusive San Petersburgo y Moscú estaban sumidas en una huelga general desde fines de julio por parte de obreros socialistas, pero la noticia de la declaración de guerra presentada por Alemania el 1 de agosto hizo que esta huelga se disolviera con suma rapidez, mientras manifestaciones patrióticas unían a obreros y aristócratas en las principales ciudades rusas, confiando también en que la superioridad numérica (aunque no tecnológica) del Ejército Imperial Ruso aseguraba un triunfo rápido sobre alemanes y austrohúngaros. 
Una consecuencia de este ambiente de ultranacionalismo fue que la capital del Imperio ruso cambiase su nombre a "Petrogrado" (en ruso "Petrograd" o literalmente "Ciudad de Pedro", en evidente homenaje al zar Pedro I el Grande), abandonando el nombre de "San Petersburgo" ("Sankt Petersburg" en ruso) debido a su visible origen germano, mientras que los aristócratas de la influyente minoría de alemanes del Báltico debían destacar en esfuerzos probélicos para que su lealtad no fuera puesta en duda pese a estar integrados hacía dos siglos en la nobleza rusa.
Reino Unido entró en la guerra el día 4 de agosto al ser informado el gobierno británico que tropas alemanas habían invadido a la neutral Bélgica en la mañana de ese mismo día. El hecho que se violase la soberanía de un Estado neutral y de reducida fuerza constituyó una justificación idónea para que el Parlamento británico y la opinión pública aceptaran entrar en guerra contra Alemania y el Imperio austrohúngaro, siendo que la propaganda británica resaltó el "carácter moral" de la entrada en la lucha para defender "al pequeño y débil" en referencia a Bélgica. Entre las masas británicas la nueva situación bélica causó también una euforia ultranacionalista que se extendió a todas las capas de la población, siendo particularmente sorprendente para las autoridades militares el enorme número de voluntarios para el ejército (pequeño en número en comparación a otras potencias), más aún al saber que éstos provenían mayormente de proletariado antes desdeñado como fuente de reclutas, pues la oficialidad británica confiaba más en la "docilidad y sacrificio" atribuidos a los campesinos de su país. 
Una interesante consecuencia de ello fue que, por consejo de los gabinetes de Herbert Henry Asquith y luego de David Lloyd George, el rey Jorge V aceptó modificar el nombre de la dinastía reinante en documentos oficiales: así desde julio de 1917 la denominación "nativa" de "Casa de Windsor" reemplazó al verdadero apellido de la familia real británica (el "Sajonia-Coburgo-Gotha") debido al notorio origen alemán de este último.
Finalmente, en el Imperio austrohúngaro la guerra fue recibida jubilosamente por las autoridades imperiales, no solamente porque permitía destruir las ambiciones de Serbia sobre Bosnia (y, tal vez, hasta anexar Serbia), sino porque el conflicto permitiría superar las diferencias entre los diez grupos étnicos que vivían en el Imperio, fusionándolos en una misma causa nacional. La corte imperial de Viena esperaba que austriacos, húngaros, polacos, checos, croatas, eslovacos, rumanos, italianos, eslovenos, rutenos, y bosnios, se cohesionaran en una sola causa y actuasen como "una sola nación" superando diferencias pasadas. Los políticos austrohúngaros tomaban a la guerra como medio de fortalecer al Estado multinacional a la vez que se podía engrandecer con la destrucción definitiva del Reino de Serbia, al punto de calificar el conflicto como "un regalo de Marte". 
El júbilo popular también se manifestó, pero debido a la enorme cantidad de voluntarios (particularmente en los barrios obreros de Viena, Budapest, y Praga) el Ejército austrohúngaro no estaba preparado para recibirlos en sus filas y proporcionarles vestuario y armas sino hasta varias semanas después. Aquí también diversos grupos minoritarios (como los grupos étnicos más reducidos en número) vieron en el conflicto una ocasión de demostrar su lealtad a la monarquía de los Habsburgo y así obtener un mejor trato de parte de estos.

## Extinción
El sentimiento de unión nacional y de solidaridad patriótica duró algunos meses entre los Estados participantes en la Primera Guerra Mundial. Las autoridades políticas descubrían así que el descontento social y las rivalidades políticas desaparecían ante el llamado bélico teñido de nacionalismo exacerbado; la oposición a la euforia guerrera era un síntoma de "poco patriotismo". 
El fracaso alemán en la batalla del Marne, la imposibilidad de tomar París tras un mes de lucha conforme al Plan Schlieffen, y la dura ofensiva de Rusia contra Prusia Oriental, causaron que la opinión pública alemana empezara a dudar de sus posibilidades de un triunfo rápido pues los ejércitos franceses y rusos no se habían "desintegrado" como estaba previsto. Del mismo modo las masas francesas se enfrentaban a una invasión alemana a gran escala que no sería reprimida en pocas semanas como decía el estado mayor francés y se preveía una larga y difícil lucha. En toda Europa la propaganda gubernamental había insistido en que la guerra duraría unas pocas semanas o meses, y que los soldados volverían a sus hogares antes de Navidad. La incompetencia de la burocracia y la ausencia de "triunfos decisivos" en breve plazo suprimió también el entusiasmo guerrerista en Rusia y Austria-Hungría conforme terminaba 1914. 
Antes de agosto de 1914, los principales líderes políticos europeos (como el liberal británico David Lloyd George) argumentaban que el comercio internacional no soportaría una guerra muy larga entre las naciones más industrializadas del planeta, y que la propia "inercia de la economía mundial" forzaría al bando más débil a pedir prontamente la paz.
Por el contrario, los jefes militares de prácticamente toda Europa sí habían considerado seriamente la posibilidad de una larga guerra de desgaste durante años, pues la rápida industrialización europea de fines del siglo XIX y el crecimiento económico de esos años permitía a muchos países financiar sus operaciones militares sin recurrir a deuda externa, y al mismo tiempo les aseguraba mantener un mínimo de vida económica activa que impidiera el descontento social. Aun así, se prefirió en las élites políticas y militares mantener como propaganda para las masas la creencia en una guerra breve. 
Al advertirse definitivamente a inicios de 1915 que el conflicto duraría varios años y no meses, y que impondría sacrificios y privaciones continuos para la población civil (y no sólo para los soldados, como en las guerras del pasado) el "Espíritu de 1914" se desvaneció, aunque su recuerdo pervivió.